# Stortjärnen (Vemdalens socken, Härjedalen)
Stortjärnen är en sjö i Härjedalens kommun i Härjedalen och ingår i Ljusnans huvudavrinningsområde.